# Leopold van der Pals
Leopold van Gilse van der Pals, né le 4 juillet 1884 à Saint-Pétersbourg d’un père néerlandais et d’une mère danoise et mort le 7 février 1966 à Dornach, en Suisse, est un compositeur néerlandais.

## Biographie
Leopold van der Pals était le fils du consul et entrepreneur Henri van der Pals et de son épouse Lucie, née Johannsen. Il était le frère du musicologue Nikolai van Gilse van der Pals.
À Saint-Pétersbourg, il a fréquenté l'école secondaire et a étudié la philosophie à l'université. Il a reçu ses premiers cours de théorie musicale de son grand-père Julius Johannsen (1826-1904), directeur du conservatoire de Saint-Pétersbourg (de 1891 à 1897). Il poursuit ses études avec Blumberg (piano), Leocadie Kaschperow (piano), Herrbeck (chant) et Vokoloff (théorie).
En 1904, il s'installe à Lausanne. Il y devient l'élève d'Alexandre Denéréaz, professeur au conservatoire de la ville, qui lui enseigne le piano, en harmonie et en contrepoint. En 1906, il épouse Maria von Behse, avec qui il a une fille, Léa. De 1907 à 1915, il vit et travaille à Berlin, où il étudie la composition avec Reinhold Moritzewitsch Glière dans les deux premières années et où il compose la musique des Jeux de Noël Oberuferer, puis à Arlesheim près de Bâle. En 1934, à la suite de la mort de sa femme, il réside avec Léa à Dornach, où il meurt en 1966.

## Discographie
- un CD chez CPO : Symphonie no 1, Printemps, Automne, Wieland le forgeron.